# Yann Prudat
Yann Prudat (19 giugno 1981) è un giocatore di football americano svizzero che ha giocato nel ruolo di offensive lineman.